# Pryhuzki
Pryhuzki (biał. Прыгузкі; ros. Пригузки, Priguzki) – wieś na Białorusi, w obwodzie witebskim, w rejonie orszańskim, w sielsowiecie Barzdouka, przy drodze republikańskiej R15.